# Metaphycus vanderplanki
Metaphycus vanderplanki är en stekelart som beskrevs av Annecke och Mynhardt 1972. Metaphycus vanderplanki ingår i släktet Metaphycus och familjen sköldlussteklar.
Artens utbredningsområde är Swaziland. Inga underarter finns listade i Catalogue of Life.